# J-dag
J-dag wird in Dänemark der Tag genannt, an dem dänische Brauereien mit dem Verkauf ihres Weihnachtsbiers beginnen. Das J steht für das dänische Wort jul oder julebryg, was Weihnachten bzw. Weihnachtsbräu bedeutet. Neben dem J-dag gibt es zu Ostern (påske) den P-dag.
Viele Brauereien verteilen aus Anlass der Markteinführung ihres Weihnachtsbieres gratis Bier und Werbeartikel in Kneipen und Diskotheken.
Der Name nimmt Bezug auf den D-Day.
1990 war es die Brauerei Tuborg, die erstmals einen J-dag ausrief. Seither wurde dieser jedes Jahr am zweiten Mittwoch im November um 23.59 Uhr ausgerufen.
1999 wurde der J-dag auf den ersten Freitag im November, 20:59 Uhr vorverlegt. Dies geschah nach Absprache zwischen Tuborg und dem Brauereiverband, da angeblich zahlreiche Schüler am Donnerstag nach dem Verkaufsstart des Bieres nicht in die Schule gingen.
2009 wurde der J-dag erneut verlegt, auf den letzten Freitag im Oktober. Seit 2010 wird er am ersten Freitag im November begangen.
Die Verkehrspolizei führt regelmäßig Alkoholkontrollen am Abend des J-dag durch.

## Alternativer J-dag
Seit 2003 feiern zahlreiche Kneipen und Mikrobrauereien ihren eigenen J-dag, den ØJ-dag genannten Tag der Bierenthusiasten. Er wird am ersten Donnerstag im November begangen.